# کار کثیف (فیلم ۱۹۳۴)
کار کثیف (انگلیسی: Dirty Work) یک فیلم به کارگردانی تام والز است که در سال ۱۹۳۴ منتشر شد.

## بازیگران
- رالف لین در نقش Jimmy Milligan
- گوردن هارکر در نقش Nettle
- رابرتسون هر در نقش Clement Peck
- لیلیان باند در نقش Evie Wynne
- بازیل سیدنی در نقش Hugh Stafford
- مارگارتا اسکات در نقش Leonora Stafford
- سسیل پارکر در نقش Gordon Bray
- Gordon James در نقش Toome
- پیتر گاثورن در نقش Inspector Barlow
- نورما واردن در نقش Tiara customer
- Percy Walsh در نقش Customer with umbrella